# Toradora!
Toradora! (яп. とらドラ!) — серія новел японської письменниці Ююко Такемія.
Перша новела була випущена 10 березня 2006 року, і на сьогодніщній день видавництвом ASCII Media Works було опубліковано дев'ять томів під лейблом Dengeki Bunko. Серія буде завершена з випуском десятого тому 10 березня 2009 року.
Паралельно з основною серією публікується серія новел під назвою Toradora Spin-off!. Перший том був випущений 10 травня 2007 року.
Манґа-адаптація серії почала випускатися в сьонен-журналі Dengeki Comic Gao! 27 липня 2007 року. Публікація в Dengeki Comic Gao! була зупинена 27 січня 2008 року, але продовжена 21 березня 2008 року в журналі Dengeki Daioh видавництва ASCII Media Works.
Кампанія Animate TV в вересні 2008 року випустила серію радіопостановок.
Аніме-серіал виробництва J.C.Staff почала транслюватися в Японії на каналі TV Tokyo 2 жовтня 2008 року.
В квітні 2009 року компанією Namco Bandai Games для платформи PlayStation Portable за мотивами серії буде випущена відеогра в жанрі візуальна новела.

## Сюжет
Історія «ТораДора!» починається з моменту, коли головний герой Рюдзі Такасу переходить в другий клас старшої школи (10 клас за українською системою). Не зважаючи на його природну доброту, завдяки характерній зовнішності однокласники вважають його бандитом тож він абсолютно не сподівається знайти найближчим часом подругу — у нього навіть немає багато близьких друзів. Рюдзі йде в школу і з радістю виявляє, що в одному класі з ним буде вчитися його єдиний приятель Юсаку Кітамурі та дівчина, в яку він таємно закоханий, — Мінорі Кусієда. Також він дізнається, що разом з ними буде вчитися «найнебезпечніше створіння школи» — Тайґа Айсака.
Тайґа холодно відноситься до оточуючих та не вагаючись огризається у відповідь на щонайменше зауваження. Рюдзі не подобається Тайзі з першої ж їх зустрічі. Але абсолютно випадково її новий будинок виявився по сусідству з будинком Рюдзі. Як тільки Рюдзі виявляє, що Тайґа таємно закохана в Юсаку, а Тайґа у свою чергу дізнається про закоханість Рюдзі до Мінорі, Рюдзі пропонує об'єднати їхні зусилля по завоюванню сердець.